# Хабаров Єрофій Павлович
Єрофій Хабаров (рос. Ерофей Павлович Хабаров (Святицкий)) — російський підприємець і авантюрист, найвідоміший своїм дослідженням регіону річки Амур та спробами колонізувати цю територію для Московії.
Місто Хабаровськ, а також невелике містечко та залізнична станція Єрофей Павлович (розташоване на Транссибірській залізниці в Амурській області) мають його ім'я.
Існує версія, що Хабаровськ назвали так не на честь Хабарова, а від слова «хабар» — удача (в російському трактуванні).
Уродженець Великого Устюга на півночі Європейської Росії, Хабаров був керівником Строгановської солеварні у Сольвичегодську. 1625 року Хабаров відплив з Тобольська до Мангазеї. За три роки він покинув місто своєю експедицією і досяг річки Хети (на сході Таймиру). 1630 року Хабаров взяв участь у плаванні з Мангазеї до Тобольська. У 1632—1641 рр. він досяг річки Лена і заснував сільськогосподарське поселення з солеварнею вздовж Лени у гирлах річок Кута та Кіренга.

## Перша експедиція 1649–50 років
1649 року він став другим російським дослідником Амуру після Василя Пояркова (1643—1646 рр.). Шлях Пояркова вгору через річку Алдан був надто важким, щоб бути практичним. У якийсь момент Хабаров намагався дістатися до Амуру через річку Вітім. 1647 року мисливець повернувся до Якутська з річки Олекма і повідомив, що цім маршрутом можна дістатися до Амуру. Навесні 1649 року Хабаров вирушив власним коштом вгору через річку Олекма, її притоку, Тунгур і вийшов до річки Шилка. Досягнувши верхнього Амуру (Даурія) на початку 1650 року, він знайшов майже безлюдну країну, репутація козаків передувала їм. Винайшовши добрий шлях, він повернувся до Якутська у травні 1650 року і подав свій звіт. Він схвально відгукувався про цей край, попередив про небезпеку китайського втручання та запропонував потужнішу експедицію з професійними солдатами.

## Друга експедиція 1650–53 років
Враховуючи часові затримки спілкування з Москвою, якутський воєвода Францбеков вирішив діяти самостійно і послав Хабарова назад на південь з більшим військом. Воєвода також подарував Хабарову листи від царя Олексія до князя Даурії Лавкая Албазинського та «князя Богдоя» із пропозицією підпорядкуватись російському цареві й погрожував послати армію 6 000 осіб, якщо вони не підкоряться

. Францбеков припускав, що цей князь Богдой був ще одним сибірським вождем. Фактично він був імператором Китаю.
Хабаров перетнув гори восени 1650 року і цього разу зустрів збройний опір. Він збудував зимовники в Альбазіні. Отримавши підкріплення у червні 1651 року, він відправився на Амур. До вересня загін дійшов до гирла Сунгарі. До 29 вересня загін дійшов до Ачанська поблизу сучасного Хабаровська і вирішив там зимувати. 8 жовтня на них напали близько 1000 місцевих жителів, які, зазнавши поразки, звернулися до своїх маньчжурських господарів. 24 березня 1652 року, з Нін'аню прибуло військо в 2 тисячі маньчжурів та корейців, озброєних артилерією, та атакували Ачанськ. Хабарову вдалося їх перемогти (маньчжурський генерал Хайсе був згодом страчений за свою некомпетентність). Не знаючи, яка ще кількість китайців була в цьому районі, 22 квітня Хабаров розпочав відхід з Амуру. Одного разу він зіткнувся з військом у 6000 китайців, але зміг прослизнути повз них під покровом туману і темряви. Далі вгору за течією він зустрів військо із 117 козаків, які були відправлені як підкріплення. Він довідався від полонених, що на Сунгарі збирається нова армія маньчжурів. 1 серпня він дійшов до гирла Зеї. Тут 136 вояків його загону повстали, залишивши 212 вірних вояків. Від Зеї він відправив доповідь Якутському воєводству, в якій фактично описує спалення сіл, вбивство тубільців та катування в'язнів.
Достовірних джерел немає, але найімовірніше загін Хабарова зимував на Зеї. Восени 1653 року підійшло підкріплення 150 вояків під орудою Димитрія Зінов'єва. Як шляхтич, Зінов'єв волів особисто очолити об'єднаний загін. Коли Хабаров відмовився, його заарештували. Не в змозі заручитися підтримкою вояків Хабарова і не маючи адекватного способу поводження з маньчжурами, Зінов'єв і частина сил пішли з Амуру. Онуфрій Степанов залишився керівником тих, хто залишився.
Хабаров був позбавлений чину та майна і був відправлений у п'ятнадцятимісячну подорож до Москви, задля суду. Після року ув'язнення його виправдали. Йому було надано другорядне благородне звання (Син боярський з Ілімська) за умови повернення до Сибіру. Він знову з'являється в записах 1658 року, коли сибірське відомство наказало помістити його у кайдани, якщо він відмовиться очолити нову експедицію до Амуру. Після цього він зникає із записів.